# Strängnäs
Strängnäs er en svensk by i Södermanland. Der var i 2010  12.856 indbyggere i byen, der er hovedby i Strängnäs kommune i Södermanlands län og bispesæde for Strängnäs Stift.
Byen ligger ved søen Mälaren mellem Södertälje og Eskilstuna. I nordenden af byen fører Tosteröbron over Mälaren til øen Tosterön og  mod nordvest  er Riksväg 55 lagt uden om byen og fører via Strängnäsbron den gennemgående trafik over øen mod Enköping.
Byen er berømt for sin kirke, Strängnäs Domkirke, som kan føres tilbage til 1260.
Strängnäs er venskabsby med Ribe.